# Hancea hirsuta
Hancea hirsuta là một loài thực vật có hoa trong họ Đại kích. Loài này được (Elmer) S.E.C.Sierra, Kulju & Welzen mô tả khoa học đầu tiên năm 2007.